# Salix psilostigma
Salix psilostigma — вид квіткових рослин із родини вербових (Salicaceae).

## Морфологічна характеристика
Це кущ, рідше невелике дерево. Гілочки коричневі, в молодості волохаті, потім ± голі. Листки на ніжках ≈ 10 мм; листкова пластинка ланцетна, рідше вузько-еліптично-ланцетна, 4–8 × 1.5–2 см, на пагонах до 16 см, абаксіально (низ) біло-запушена, адаксіально зелена чи темно-зелена, від трохи запушеної до майже голої, край цільний або нечітко розріджено-залозисто-пилчастий, верхівка загострена, рідше загострена. Чоловіча сережка циліндрична, 40–60 × ≈ 8 мм. Чоловіча квітка: тичинок 2; пиляки жовті. Жіноча сережка 6–8 × 0.8–1 см. Жіноча квітка: зав'язь яйцювата, сірувато-біло запушена. Коробочка вузько-яйцеподібна, сидяча.

## Середовище проживання
Бутан, Індія, Непал, Сіккім, Китай [Сичуань, Сізан, Юньнань]. Населяє гірські схили; на висотах 3000–3600 метрів.